# Filodròmids

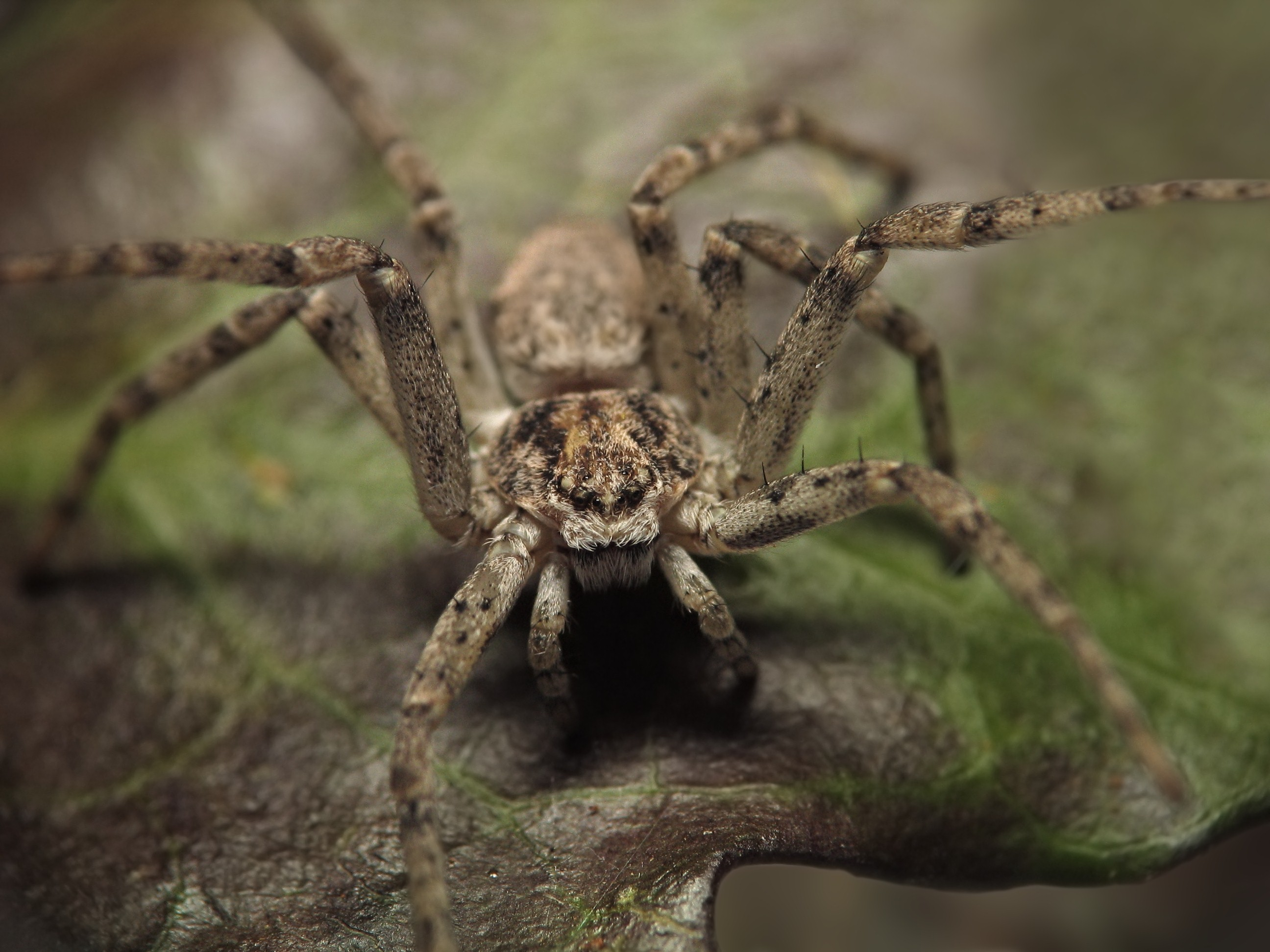
Filodròmid

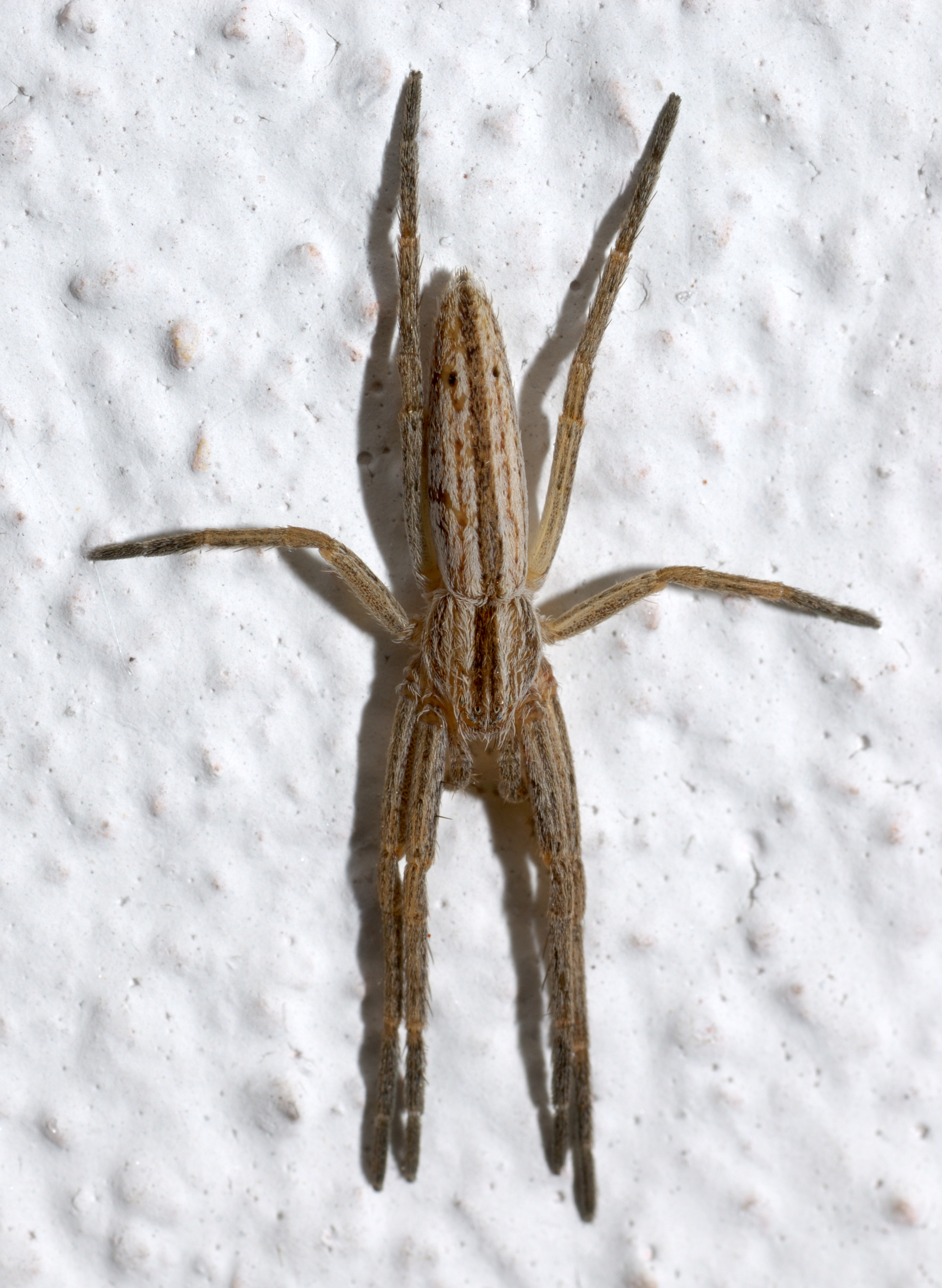
Tibellus oblongus

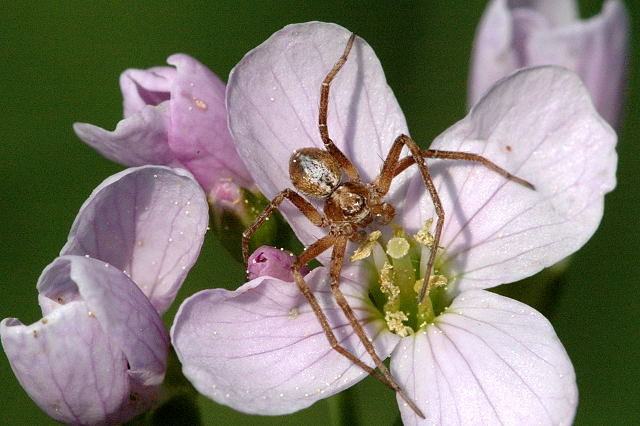
Philodromus aureolus

Els filodròmids (Philodromidae) són una família d'aranyes araneomorfes. Se'ls havia relacionat amb els tomísids (formant part de l'antiga superfamília dels tomisoïdeus) però els darrers estudis mostren que aquestes dues famílies no estan tan relacionades com s'havia pensat. A diferència dels tomísids, els filodròmids solen tenir veritables setes (pèls o espines) en el cos, i no tenen els tubercles oculars característics d'alguns tomísids. Les segones potes habitualment són les més llargues i en el gènere Ebo això és encara més exagerat; en algunes espècies el segon parell pot ser el doble de llarg que el primer parell.
El gènere més comú és Philodromus que com Ebo té una distribució molt ampla. També ho són Tibellus i Thanatus, que inclou Thanatus vulgaris, l'aranya cranc de casa (house crab spider), que es troba per tota la zona holàrtica, una bona caçadora de mosques en els edificis.
Els colors són bastant tristos, des de marrons i grisos, fins a alguns tons groguencs, i en alguns casos, amb taques. El cos poques vegades passa del 10 mm de llargada. Molts tenen un senyal en forma de fulla en la part anterior del dors de l'abdomen. No construeixen teranyina però fan servir el fil de seda per als sacs d'ous i com a fil de seguretat.

## Sistemàtica
Segons el World Spider Catalog amb data del desembre de 2018, aquesta família té reconeguts 30 gèneres i 538 espècies, de les quals 216 són del gènere Philodromus i 101 espècies de Thanatus. El creixement dels darrers anys no és molt gran, ja que el 28 d'octubre de 2006 es reconeixien 29 gèneres i 517 espècies; alguns gèneres ja no hi són, i n'hi ha reconeguts de nous com Halodromus, Pulchellodromus, Rhysodromus i Titanebo. Els 30 gèneres són:
- Apollophanes O. Pickard-Cambridge, 1898  (EUA fins a Panamà, l'Índia, Rússia, Corea)
- Bacillocnemis Mello-Leitão, 1938  (Argentina)
- Berlandiella Mello-Leitão, 1929  (Brasil)
- Cleocnemis Simon, 1886  (Sud-amèrica)
- Ebo Keyserling, 1884  (Argentina, Nord-amèrica, Índia, Rússia, Israel)
- Eminella Özdikmen, 2007 (Argentina) (abans Catuna Mello-Leitão, 1940)
- Fageia Mello-Leitão, 1929  (Brasil)
- Gephyrellula Strand, 1932  (Brasil)
- Gephyrina Simon, 1895  (Sud-amèrica)
- Gephyrota Strand, 1932  (Àfrica, Àsia)
- Halodromus Muster, 2009 (Àfrica, Àsia Occidental, Espanya)
- Hirriusa Strand, 1932  (Àfrica)
- Metacleocnemis Mello-Leitão, 1929  (Brasil)
- Pagiopalus Simon, 1900  (Hawaii)
- Paracleocnemis Schiapelli & Gerschman, 1942  (Argentina)
- Pedinopistha Karsch, 1880  (Hawaii)
- Petrichus Simon, 1886  (Sud-amèrica)
- Philodromops Mello-Leitão, 1943  (Brasil)
- Philodromus Walckenaer, 1826  (Zona Holàrtica, Amèrica, Austràlia, Àfrica, Àsia Meridional)
- Procleocnemis Mello-Leitão, 1929  (Brasil)
- Psellonus Simon, 1897  (Índia)
- Pseudopsellonus Balogh, 1936  (Nova Guinea)
- Pulchellodromus Wunderlich, 2012 (Mediterrani, Àsia)
- Rhysodromus Schick, 1965 (Àsia, Europa, Nord-amèrica, nord d'Africa)
- Suemus Simon, 1895  (Àfrica, Vietnam)
- Thanatus C. L. Koch, 1837  (Àfrica, Zona Holàrtica, Sud-amèrica)
- Tibellus Simon, 1875  (Àfrica, Amèrica, Zona Holàrtica, Àsia)
- Tibitanus Simon, 1907  (Àfrica)
- Titanebo Gertsch, 1933 (EUA, Mèxic)
- Vacchellia Caporiacco, 1935  (Karakorum)

### Fòssils
Segons el World Spider Catalog versió 19.0 (2018), existeixen els següents gèneres fòssils:
- †Cretadromus Cheng, Shen & Gao, 2009
- †Eothanatus Petrunkevitch, 1950

### Superfamília Thomisoidea
Els filodròmids havien format part de la superfamília dels tomisoïdeus (Thomisoidea), al costat dels tomísids, amb els quals tenen una semblança superficial.
Les aranyes, tradicionalment, havien estat classificades en famílies que van ser agrupades en superfamílies. Quan es van aplicar anàlisis més rigorosos, com la cladística, es va fer evident que la major part de les principals agrupacions utilitzades durant el segle XX no eren compatibles amb les noves dades. Actualment, els llistats d'aranyes, com ara el World Spider Catalog, ja ignoren la classificació de superfamílies.